# Le Derviche et la Mort (film)
Pour plus de détails, voir Fiche technique et Distribution.
Le Derviche et la Mort (serbe : Дервиш и смрт, serbo-croate : Derviš i smrt) est un film dramatique yougoslave réalisé par Zdravko Velimirović, sorti en 1974.
Il s'agit d'une adaptation du roman Le Derviche et la Mort de Meša Selimović, paru en 1966.

## Synopsis
Le doyen de l'ordre islamique des derviches est profondément bouleversé par l'arrestation et l'exécution de son frère innocent. En représailles, le derviche parvient à renverser les dirigeants, dans l'espoir d'instaurer lui-même la justice. L'ancienne administration, dans laquelle seules les personnalités ont changé mais pas l'esprit de gouvernance, brisera ses illusions et écrasera son humanité.

## Fiche technique
- Titre français : Le Derviche et la Mort[1]
- Titre original : Дервиш и смрт, Derviš i smrt[2],[3]
- Réalisation : Zdravko Velimirović
- Scénario : Zdravko Velimirović et Borislav Mihajlović Mihiz d'après le roman Le Derviche et la Mort de Meša Selimović
- Photographie : Nenad Jovičić
- Montage : Iva Kosi
- Musique : Zoran Hristić (sr)
- Décors : Vlastimir Gavrik
- Production : Centar FRZ, Avala film Beograd, Bosna film Sarajevo, Filmski studio Titograd, Zeta film Budva, Kosova film Priština
- Pays de production :  Yougoslavie
- Langue originale : serbo-croate
- Format : couleurs - Son mono
- Durée : 108 minutes
- Genre : drame
- Dates de sortie : 
  - Yougoslavie : 12 juillet 1974

## Distribution
- Voja Mirić (sh) : Ahmed Nurudin (sh), le derviche
- Boris Dvornik : Hasan Dželebdžija
- Bata Živojinović : Muselim
- Faruk Begolli : Mula Jusuf
- Veljko Mandić : Kara Zaim
- Olivera Katarina : Kadinica
- Pavle Vuisić : Mufti
- Abdurahman Šalja : Tatar
- Špela Rozin : Dubrovnik
- Branko Pleša : qadi
- Rejhan Demiržić : Malik
- Dragomir Felba : Hadži Sinanudin
- Ljuba Kovačević: fugitif
- Ranko Gučevac : serviteur de Muselim
- Ivan Jonaš : geôlier
- Janez Vrhovec : Dubrovnik
- Rastislav Jović : espion